# Luzula orestera
Luzula orestera là một loài thực vật có hoa trong họ Juncaceae. Loài này được Sharsm. mô tả khoa học đầu tiên năm 1958.